# Gustaf Zachrisson
Gustaf Zachrisson, född 23 juli 1806 i Hamburg, död 11 maj 1889 på Ohs bruk, Småland, var en svensk kapten och tecknare.
Han var son till generalkonsuln Zacharias Lorentz Zachrisson och Marie Sofie Bahrman och gift första gången 1841 med Anne Marie Wallin och andra gången med Hedvig Elisabeth Groth. Zachrisson avlade kansliexamen 1826 men övergick till den militära banan där han blev kapten vid Göta artilleriregemente. Vid sidan av sitt militära arbete var han verksam som tecknare och finns representerad vid Uppsala universitetsbibliotek.